# Tmetolophota phaula
Tmetolophota phaula är en fjärilsart som först beskrevs av Edward Meyrick 1887.  Tmetolophota phaula ingår i släktet Tmetolophota och familjen nattflyn. Inga underarter finns listade i Catalogue of Life.